# 拉訥萊滕峰

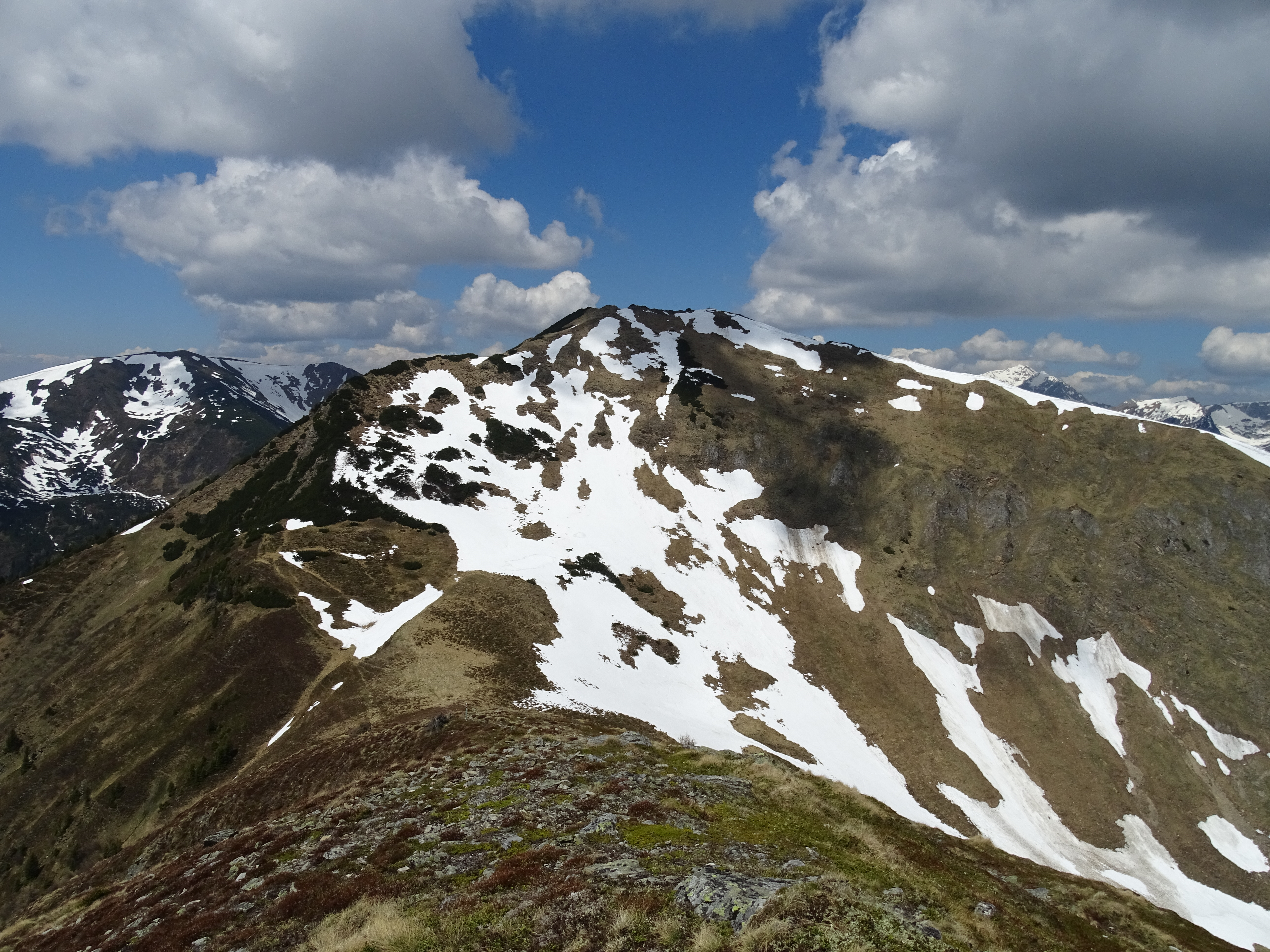

47°29′30″N 14°40′42″E / 47.49167°N 14.67833°E
拉訥萊滕峰（德語：Lahnerleitenspitze），是奧地利的山峰，位於該國東南部，由施泰爾馬克州負責管轄，屬於艾塞訥茨阿爾卑斯山脈的一部分，海拔高度2,027米，每年平均降雨量1,632毫米。